# Estel CH
Un estel CH o estrella CH és una classe d'estel de carboni caracteritzat per la presència de bandes d'absorció CH summament fortes en els seus espectres. Aquests estels foren identificats per primera vegada com a grup diferenciat per Philip C. Keenan el 1942 un any abans que desenvolupés, juntament amb William Morgan la classificació d'estels de carboni unificada.
Els estels CH pertanyen a la població estel·lar II, són estels pobres en metalls i en general relativament antics, amb una lluminositat inferior a la d'estels de carboni CN clàssics. Típicament es troben en l'halo galàctic i en cúmuls globulars.
L'estudi dels estels CH pot proporcionar informació directa sobre el paper exercit per estels de l'halo de baixa i mitja massa en l'evolució primerenca de la galàxia.
Molts d'aquests estels formen part de sistemes binaris, i és raonable creure que això és així per a tots els estels CH. Igual que els estels de bari, són probablement el resultat d'una transferència de massa d'una antic estel de carboni clàssic, i que ara és un estel nan blanc, a l'estel actualment classificat com a estel CH.
V Arietis i HE 1327-2326 són exemples d'aquest tipus d'estels.